# Diogo de Arruda
Pour les articles homonymes, voir Arruda.
Duigo de Arruda, né vers 1470, mort en 1531, est un architecte et sculpteur portugais.
Il est le frère aîné de Francisco de Arruda et oncle de Miguel de Arruda. Diogo et Francisco de Arruda ont assimilé le style gothique flamboyant et ont développé le style manuélin dans leurs édifices.

## Biographie
Entre 1508 et 1510, il a été l'architecte du bastion du palais de Ribeira construit sur ordre du roi Dom Manuel Ier à Lisbonne, sur la rive droite de la rivière du Tage. Sur ce bastion, à l'extrémité du palais royal, se trouvait une tour fortifiée de style manuélin, décorée des armes du souverain, dont le plan sera repris avec la tour de Belém, construite entre 1514 et 1520 suivant les plans de Francisco de Arruda.

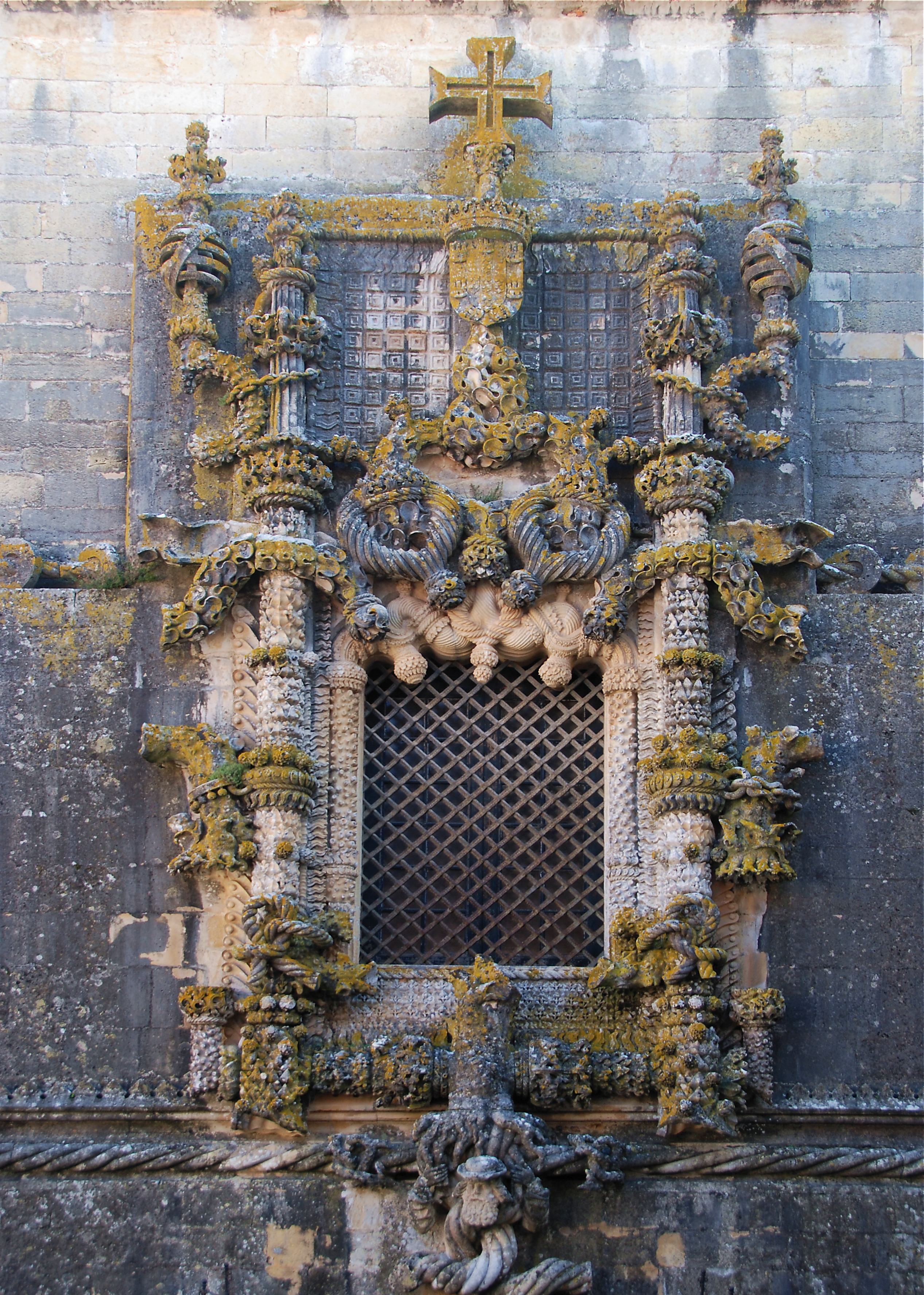
La fenêtre de style manuélin de salle du chapitre

Diogo de Arruda a été le maître d'œuvre de la construction de la nef de l'église du Couvent de l'ordre du Christ à Tomar dans le style manuélin, entre 1510 à 1513. Cet édifice a été élevé à l'ouest de l'ancienne rotonde des Templiers sur deux niveaux : la partie supérieure sert de nef pour les moines et la partie inférieure de sacristie, aussi appelée « la salle capitulaire ». La fenêtre de la sacristie est une des œuvres les plus célèbres du style manuélin. La décoration de cette fenêtre exalte la puissance et les entreprises maritimes du Portugal. L'architecte João de Castilho a poursuivi les travaux à partir de 1515.
Entre 1514 et 1520, Diogo voyage en Afrique du Nord avec son frère Francisco de Arruda, à Safi, à Mazagão.
À Mazagão (Mazagan), le roi Manuel Ier avait donné une lettre-patente le 21 mai 1505 à Jorge de Mello pour y construire une forteresse. Le duc de Bragnace signala au roi, en 1513, que rien n'avait été construit. Dans une lettre de Diogo et Francisco de Arruda datée de 1514 ils demandaient des matériaux pour construire les murs de la ville,.
Ils ont  travaillé à la forteresse de Azamor qui avait été conquise à la bataille d'Azamor, en 1513, par le duc de Bragance. Ils ont alors été influencé par l'art islamique.
De retour au Portugal, en 1521, il a été nommé par le roi comme « maître des œuvres du district du comarque de Entre Tejo et Odiana. Cette nomination est due par la relative faiblesse des défenses dans l'Alentejo, en comparaison avec d'autres régions du pays à l'époque.
Entre 1518 et 1524 il dirigeait la construction du nouveau château d'Évora. Dans ce château, il a choisi de construire des tours d'angle carrées en reprenant des modèles de l'architecture militaire de la Renaissance, première application dans le pays. Le château est décoré par des cordons caractéristiques du style manuélin. À la même date, il a commencé la réalisation de l'église de Viana do Alentejo de style manuelin, un des plus beaux exemples du style manuélin dans l'Alentejo.
Entre 1522 et 1531, il a suivi la construction de l'église Notre-Dame (Nossa Senhora) de Espinheiro, de la freguesia de Canaviais (Évora).
En 1525, sous le règne de Jean III de Portugal, il a été nommé architecte des palais royaux. Il a peut-être participé à la construction du palais royal d'Évora.

## Sources
- (pt) Cet article est partiellement ou en totalité issu de l’article de Wikipédia en portugais intitulé « Diogo de Arruda » (voir la liste des auteurs).